# 楊素

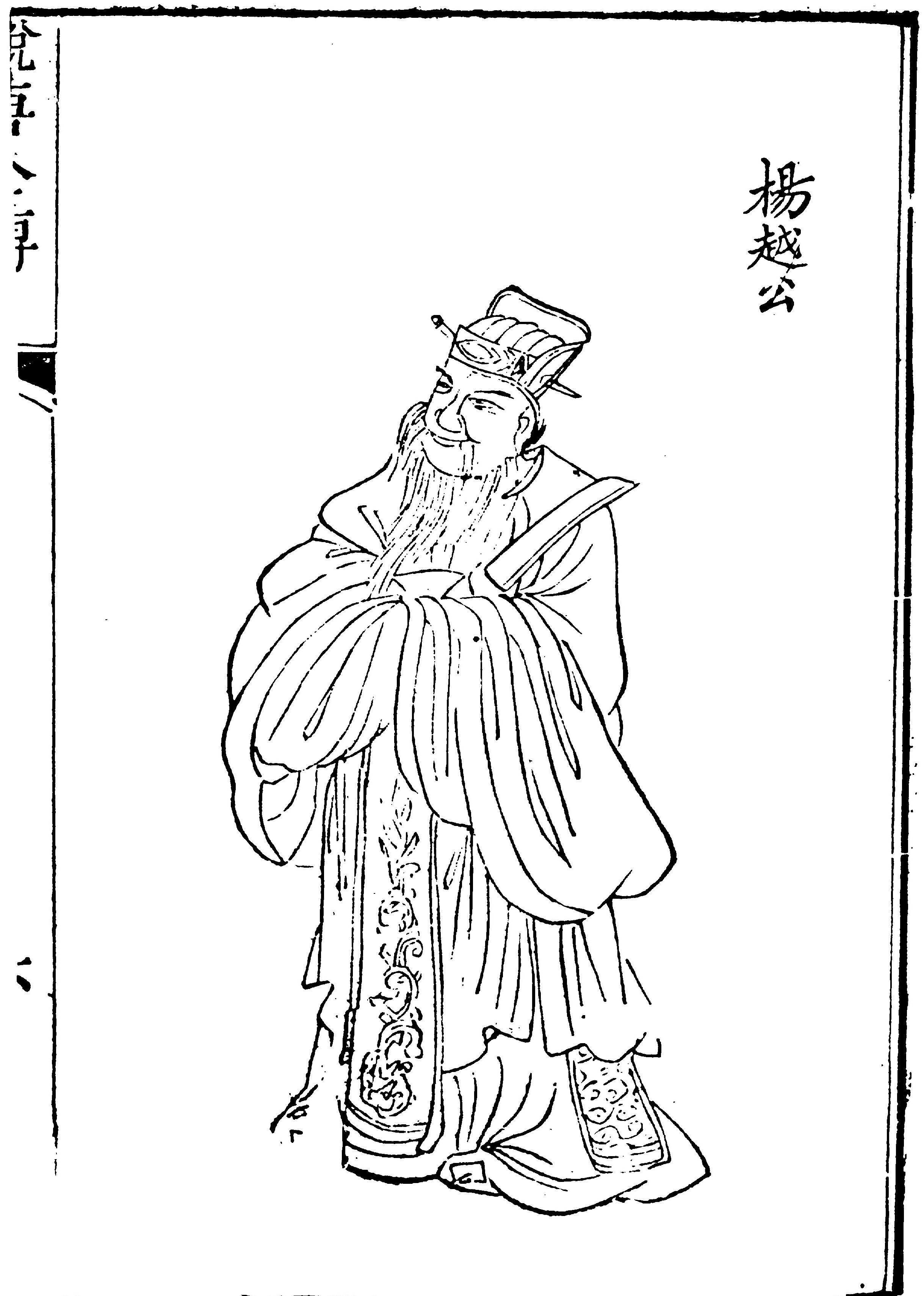
楊素

楊 素（よう そ、? - 606年）は、北周から隋にかけての政治家・軍人。隋の上柱国・司徒・楚景武公に上った。字は処道。父は楊旉。弟は楊約・楊詢・楊慎・楊岳・楊戻・楊操ら。子は楊玄感・楊玄奨・楊玄縦・楊仁行・楊万石・楊積善ら。

## 経歴
『隋書』によると、楊素は弘農郡華陰県を本貫とする。隋の帝室である楊氏（異民族普六茹部）とは別系統にあたる。
父の楊旉は北周の天和年間に汾州刺史となり、北斉の将軍の段韶の攻撃を受けて捕らえられた。北斉は楊旉を任用しようとしたが、楊旉は屈することなく鄴で憤死した。
楊素は、北周の大冢宰の宇文護に引き立てられて中外記室となり、礼曹に転じ、大都督を加えられた。北周の武帝が親政をはじめると、楊素は父の楊旉が節義を守って死んだにもかかわらず、いまだ追封を受けていないことを再三にわたって訴えた。このため武帝の逆鱗に触れてしまい、処刑寸前まで追い詰められた。「臣は無道な天子につかえて、死ぬのは分相応である」といった。武帝はその壮語に免じて、楊旉に持節・大将軍・淮魯復三州刺史の位を追贈した。楊素は車騎大将軍・儀同三司に任ぜられ、礼遇を受けた。
北斉に対する戦役で先鋒をつとめ、その後に斉王となった宇文憲に従って河陰で戦い、功績により清河県子に封ぜられ、司城大夫に任ぜられた。北斉が平定されると、上開府の位を加えられ、成安県伯に改封された。
楊堅（後の隋の文帝）が北周の丞相に上ると、楊素はこれと親交を結び、汴州刺史に任ぜられた。尉遅迥の乱が起こると、北周の大将軍に上り、滎州刺史の宇文冑を撃破した。徐州総管に転じ、柱国となり、清河郡公に封ぜられた。
隋が建国されると、上柱国・御史大夫に上った。楊素の妻の鄭祁耶は嫉妬深く、これに楊素は怒って、「もし私が天子となったとしても、お前は皇后にはしてやるまい」と言った。鄭祁耶がこれを上奏したため、楊素は免官された。
文帝（楊堅）が江南を奪う計画を考えはじめると、楊素は数度にわたって南朝陳を平定する策を進言した。するとまもなく、楊素は信州総管に任ぜられた。永安で「五牙」「黄龍」と称する大艦を次々と建造し、楊堅の次男の晋王楊広（後の煬帝）を補佐して、みずからは行軍元帥となり、水軍で長江を下って一挙に陳を滅ぼした。楊素は陳の兵を捕虜にしても労って解放し、無法な行いを少しもしなかったので、陳の人はたいそう喜んだ。また、隋の船団が長江を覆うと隋軍の旗と鎧は燦燦と輝き、楊素の容貌は雄々しく立派だったので陳の人はそれを恐れ「清河公は江神さまじゃ」とささやきあった。楊素は陳討伐の功績で越国公に封ぜられた。まもなく納言となり、内史令に転じた。陳滅亡後に江南で頻発した隋に対する反抗を次々と撃破した。
有名な「破鏡重円」の故事によると、陳を滅ぼした後、陳の宣帝の娘である楽昌公主を賜り、自分の側室にした。しかし楽昌公主の前夫の徐徳言が、別れた妻を探していることを知ると、特別な計らいでこの夫婦の復縁に尽力したという。ただしこの故事の歴史的な信憑性は低い。
592年、蘇威に代わって尚書右僕射となり、張衡と高熲とともに朝政を分掌した。598年、突厥の達頭可汗が塞内に侵入すると、霊州道行軍総管となって出征し、達頭可汗を撃破した。
600年、晋王楊広が霊朔道行軍元帥となると、楊素はその下で長史となり、楊広との親交を深めた。601年、高熲に代わって尚書左僕射となった。楊素の一族の多くは隋の高官に任命され、楊素自身の邸宅も宮殿風に建築して贅を極めた。
文帝の晩年、太子楊勇と晋王楊広とのあいだには、次の皇帝位をめぐる暗闘があった。楊素は建前は中立を保ったが、裏では太子の悪評を流し、楊広の立太子に協力した。やがて文帝は独孤皇后の言を容れて楊勇を廃嫡し、楊広を太子に定めた。
604年、文帝が逝去し、煬帝（楊広）が即位した。このとき病床の文帝が、太子楊広の非行に激怒して、廃太子の楊勇を呼び出そうとした。楊素はこれを察知して楊広に報告し、楊広が父の殺害を命じたとする説も根強い。
煬帝の弟である漢王楊諒が乱を起こすと、楊素はこれを討伐して鎮圧した。605年、尚書令となり、太子太師に任ぜられた。606年、司徒に上り、楚国公に封ぜられた。しかし、煬帝の猜疑を受け、失意のうちに逝去した。

## 伝記資料
- 『隋書』巻四十八 列伝第十三「楊素伝」
- 『北史』巻四十一 列伝第二十九「楊旉子素伝」
- 楊素墓誌
- 楊素妻鄭祁耶墓誌